# پالت (آلبوم)
پالت (انگلیسی: Palette; کره‌ای: 팔레트; لاتین‌نویسی اصلاح‌شده: Palleteu) چهارمین آلبوم استودیویی خواننده و ترانه‌پرداز کره جنوبی آی‌یو است. این آلبوم در ۲۱ آوریل ۲۰۱۷ توسط لئون انترتینمنت تحت عنوان فِیو انترتینمنت منتشر شد. پالت نخستین آلبوم آی‌یو پس از چت شایر (۲۰۱۵) و اولین فول آلبوم او پس از عصر جدید (۲۰۱۳) است.
این آلبوم هم از نظر تجاری و هم انتقادی موفق بود. هر سه تک‌آهنگ آلبوم در جایگاه شماره یک جدول گائون قرار گرفتند و به تنها آلبوم کی-پاپ تبدیل شد که این کار را انجام داده‌است.
مجله بیلبورد این آلبوم را در جایگاه شماره یک «بهترین آلبوم‌های کی-پاپ سال ۲۰۱۷» قرار داد.

## جدول‌ها

### جدول‌های هفتگی
| جدول (۲۰۱۷)                           | بهترین جایگاه |
| ------------------------------------- | ------------- |
| آلبوم‌های ژاپنی (اوریکون)              | ۹۶            |
| آلبوم‌های کره جنوبی (گائون)            | ۱             |
| آلبوم‌های تایوانی (فایو میوزیک)        | ۱             |
| آلبوم‌های جهانی ایالات متحده (بیلبورد) | ۱             |

## فروش‌ها
| منطقه             | فروش    |
| ----------------- | ------- |
| ژاپن (اوریکون)    | ۱٬۳۰۳   |
| کره جنوبی (گائون) | ۱۴۵٬۹۱۱ |

## تاریخچه انتشار
| منطقه     | تاریخ         | فرمت           | ناشر            | منابع  |
| --------- | ------------- | -------------- | --------------- | ------ |
| کره جنوبی | ۲۱ آوریل ۲۰۱۷ | دانلود دیجیتال | لئون انترتینمنت | [ ۱۱ ] |
| مختلف     | ۲۱ آوریل ۲۰۱۷ | دانلود دیجیتال | لئون انترتینمنت | [ ۱۲ ] |
| کره جنوبی | ۲۴ آوریل ۲۰۱۷ | سی‌دی           | لئون انترتینمنت | [ ۱۳ ] |